# Glider pilot licence

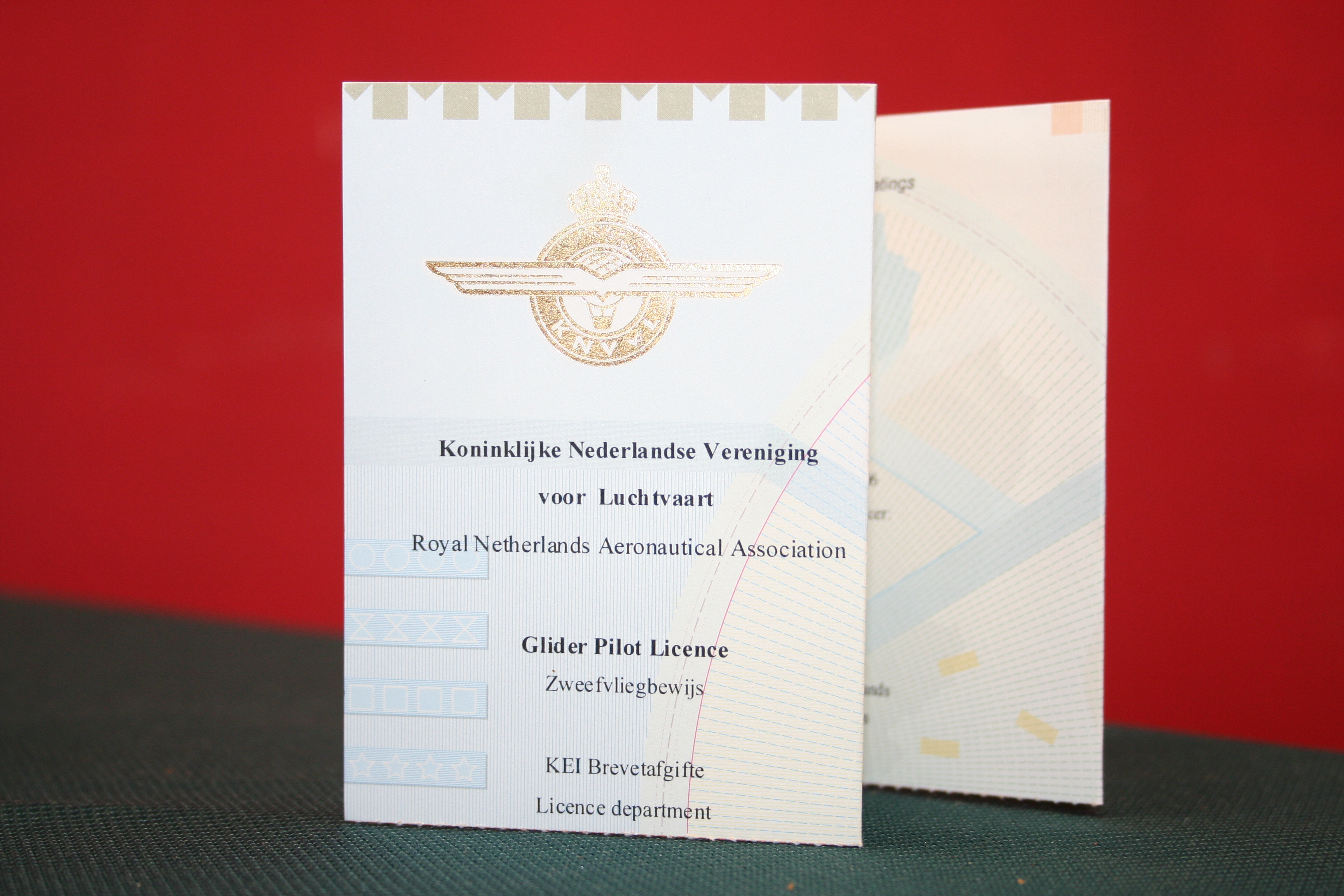
Glider pilot licence

Een glider pilot licence, of ook wel GPL, is een brevet dat men nodig heeft om overal ter wereld te mogen zweefvliegen. Om dit brevet te behalen, moet er een theorie- en een praktijkexamen worden afgelegd.

## Theorie
Het theoriegedeelte van het GPL-examen houdt in dat men moet slagen voor zes vakken:
- Voorschriften
- Meteorologie
- Zweefvliegtuigen (bestaande uit de onderdelen Aerodynamica, Constructie en Startmiddelen)
- Instrumenten
- Human Factors
- Navigatie

Alle vakken worden apart beoordeeld.
De normering bij de examens is als volgt:
- 75% goed of meer: geslaagd
- minder dan 75%: gezakt

## Praktijk
De eisen voordat men mag beginnen aan het praktijkexamen zijn:
- het behalen van alle theorievakken
- het maken van vijf goede doellandingen achter elkaar (verspreid over twee dagen).

Het praktijkgedeelte bestaat uit drie vluchten en wordt afgenomen door twee verschillende bevoegde instructeurs.
Tijdens deze vluchten wordt een perfecte start en landing en een goede vliegplanning van de deelnemer verwacht. De exameneisen worden verdeeld over de drie vluchten.

### Exameneisen
- Serie wisselbochten
- Slipvlucht
- Asymmetrische overtrek
- Landing met zijwind

De laatste twee exameneisen worden alleen afgenomen als deze praktisch mogelijk zijn. Anders kan de instructeur deze aftekenen, mits hij vindt dat de deelnemer de oefeningen beheerst en eerder heeft uitgevoerd.

## Prestatiebrevetten
Prestatiebrevetten zijn als het ware aanvullingen op de GPL. Men kan ze behalen door opdrachten uit te voeren, zoals vijf uur aaneengesloten vliegen.
De aanvullende brevetten en eisen:
- Brevet B
  - Eerste vijf solovluchten
- Brevet C
  - Eerste solovlucht langer dan een half uur exclusief de start
- Brevet D (zilver)
  - Een solovluchtduur van meer dan vijf uur
  - Een overlandvlucht waarbij meer dan 50 km is afgelegd
  - Een hoogtewinst van meer dan 1000 m
- Brevet E (goud)
  - Een overlandvlucht waarbij meer dan 300 km is afgelegd
  - Een hoogtewinst van meer dan 3000 m
- Brevet F (diamant)
  - Een doel overlandvlucht waarbij meer dan 300 km is afgelegd
  - Een overlandvlucht waarbij meer dan 500 km is afgelegd
  - Een hoogtewinst van meer dan 5000 m
- Brevet 1000 km
  - Een overlandvlucht waarbij meer dan 1000 km is afgelegd